# Cafeteria (Gattung)
Cafeteria ist eine Gattung im Meer lebender einzelliger Flagellaten innerhalb der Stramenopilen. Es sind kleine, bakterienfressende Einzeller.
Die Deutsche Gesellschaft für Protozoologie (DGP) hat Cafeteria zum „Einzeller des Jahres“ 2024 auserkoren.

## Merkmale
Die kleinen, farblosen Zellen sind bohnenförmig und rund drei bis zehn Mikrometer lang. Sie besitzen keine Zellhülle, also weder Zellwand noch Pellicula. Die zwei Geißeln setzen unterhalb der Spitze (subapikal) an, häufig innerhalb einer auffälligen Tasche, über die eine lippenähnliche Struktur hängt. Die vorne sitzende Geißel weist meist direkt nach vorne, die hintere nach hinten. Auf einer festen Oberfläche sitzende (sessile) Zellen ruhen auf der Spitze der hinteren Geißel. Die vordere Geißel dient in diesem Fall dazu, durch schraubige Bewegungen einen Wasserstrom zum Zellkörper hin zu erzeugen. Dieses Verhalten ist charakteristisch für die Gruppe der Bicosoecida.

### Ultrastruktur

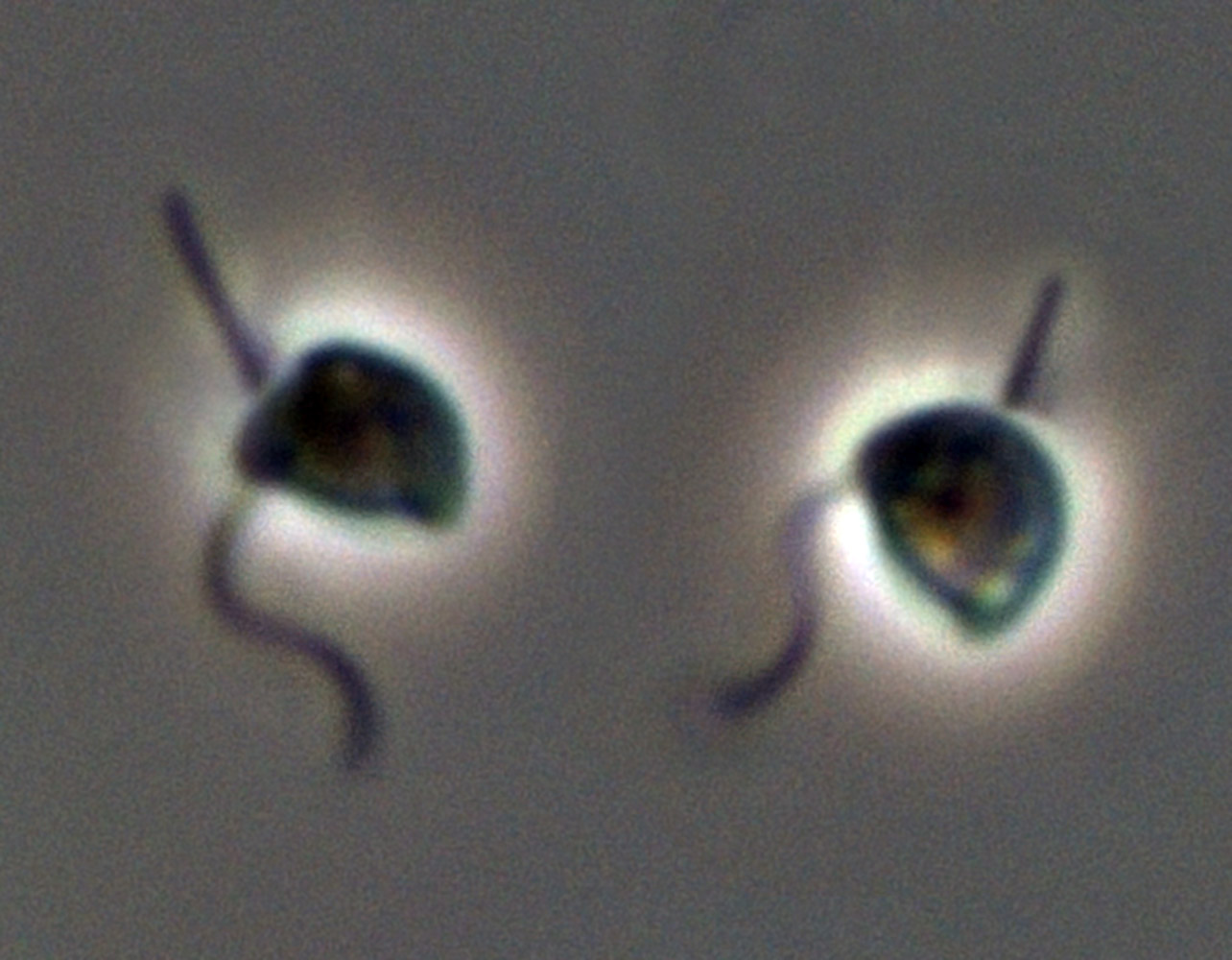
LM-Aufnahme von C. roenbergensis oder C. burkhardae

Wie auch bei den anderen Vertretern der Stramenopilen trägt die vordere Geißel zwei Reihen dreiteiliger Mastigonemen. Cafeteria ist durch drei endständige Fibrillen gekennzeichnet, wobei die mittlere länger als die seitlichen ist. Die Zellen besitzen einen Zellkern. Der einzige Golgi-Apparat sitzt vor dem Kern in der Nähe der Geißelbasis. Es sind rund fünf wurstförmige Mitochondrien vorhanden. Typisch für Stramenopile besitzen die Mitochondrien tubuläre Cristae.
Die Zellen besitzen ejektile Organellen, sogenannte Extrusomen. Diese sind in einem charakteristischen Muster auf der Zelloberfläche verbreitet, besonders nahe dem Zellmund (Cytostom). Das Cytoskelett basiert auf einem asymmetrischen System, bestehend aus den zwei Geißeln-Basen, drei Mikrotubuli-Wurzeln und einem gegabelten Rhizoplast. Eine der drei Mikrotubuli-Wurzeln setzt am vorderen Basalkörper an und ist mit sekundären Cytoskelett-Mikrotubuli assoziiert. Dies ist ein häufiges Merkmal von Stramenopilen. Die anderen zwei Mikrotubuli-Wurzeln setzen am hinteren Basalkörper an. Die distalen Enden der zwei hinteren Wurzeln überlappen nicht. Die breitere der beiden Wurzeln besitzt zwölf Mikrotubuli und ist distal in drei Untereinheiten geteilt. Diese drei Untereinheiten definieren den Zellmund (Cytostom). Dieser ist in der Zellachse nach rechts verschoben.

## Vermehrung
Cafeteria vermehrt sich durch einfache Zellteilung. Sexuelle Vermehrung ist nicht bekannt, ebenso wenig Dauerstadien wie Zysten.

## Ernährung

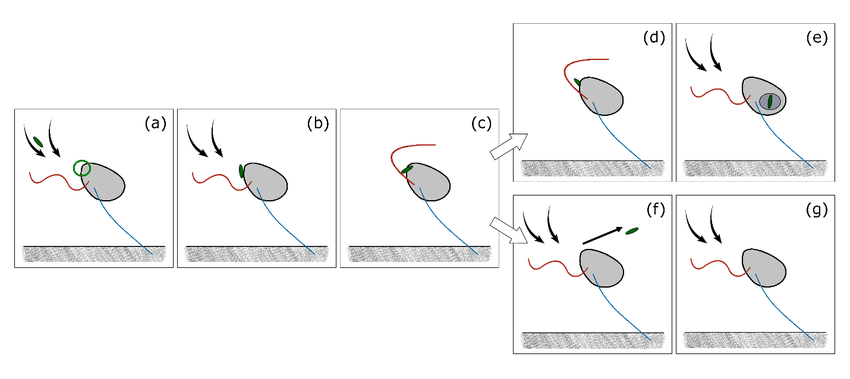
Schematische Darstellung der Nahrungssuche von C. roenbergensis oder C. burkhardae; a–c: Suche und Fang, d–e: Aufnahme der Beute bzw. f–g: Zurückweisung. Vordere Geißel (rot), hintere Geißel (blau), Aufnahmebereich (grüner Kreis), Nahrungsstrom (gekrümmte Pfeile), Objektbewegung (gerade Pfeile).

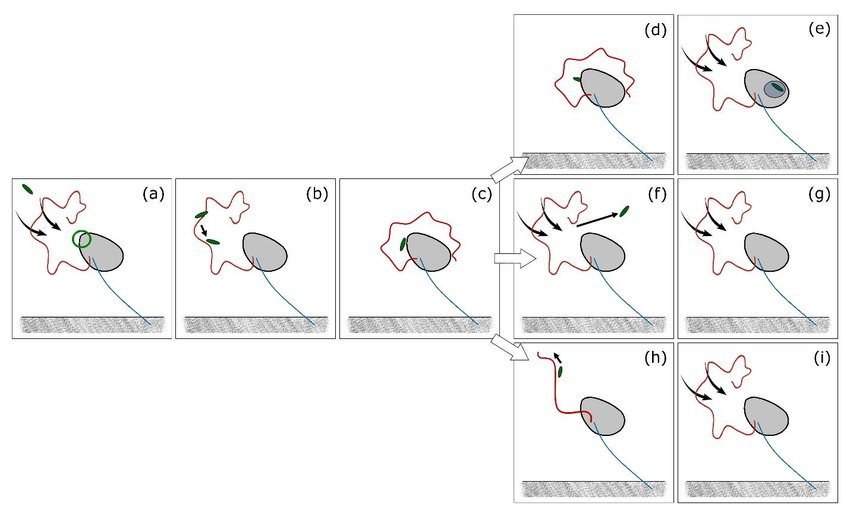
Schematische Darstellung der Nahrungssuche von Cafeteria cf. mylnikovii (früher Pseudobodo cf. tremulans); Bezeichnungen wie oben, zusätzlich h–i: Peitschen-Abstoßung (lash rejection). Die vordere Geißel dient als „Peitsche“.

Die Arten sind, soweit bis jetzt bekannt, obligat phagotroph und ernähren sich von Bakterien und kleinen Eukaryoten.

## Verbreitung
Die fünf Arten sind im marinen Plankton und an vielen Oberflächen im Meer weit verbreitet. An den Oberflächen haften sie sich – typisch für die Bicosoecida – mit der hinteren Geißel an. Cafeteria roenbergensis ist eine der häufigsten und verbreitetsten Arten des heterotrophen Nanoplanktons. Sie kommt weltweit im Meerwasser vom oberflächennahen Wasser bis in die Tiefsee vor. Im Süßwasser ist die Gattung bis jetzt nicht bekannt.

## Systematik
Die Gattung gehört zur kleinen Gruppe Bicosoecida innerhalb der Stramenopilen. Es gibt mehrere Arten, von denen erst ein Teil beschrieben sind.
Die Sequenzierung der 18S rDNA der Typusart C. roenbergensis ergab, dass die meisten der unter dem Namen C. roenbergensis hinterlegten Sequenzen nicht zu dieser Art gehörten, sondern zu einer neuen Art C. burkhardae Schoenle & Arndt, 2020, die nun als häufigste Art des Cafeteria-Komplexes gilt.
Neben C. burkhardae wurden 2020 von Alexandra Schoenle et al. sechs neue Cafeteria-Arten sowohl anhand von morphologischen als auch molekularen Merkmalen identifiziert. Sie stammen aus marinen Oberflächengewässern und der Tiefsee; vom Atlantik, Pazifik, Mittelmeer, sowie dem Indischen Ozean und der Ostsee.
- Cafeteria atacamiensis Schoenle, Freches & Arndt, 2022, inkl. Cafeteria sp. ASchoenle-2022c[7]
– gefunden in der Atacama-Wüste[6][5]
- Cafeteria baltica Hohlfeld, Sachs, Wiechmann & Arndt, 2022, inkl. Cafeteria sp. ASchoenle-2022a[7]
– isoliert aus dem Brackwasser der Ostsee[6][5]

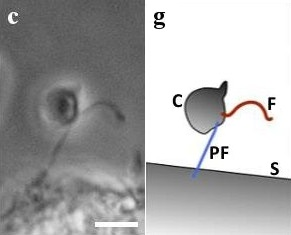
Phasenkontrastaufnahme von C. roenbergensis (oder C. burkhardae)

- Cafeteria biegae Schoenle & Arndt, 2020, inkl. Cafeteria sp. AleS-2019a[7]
– Tiefsee-Sediment, Pliny Plain,[8] östl. Mittelmeer[6]
- Phasenkontrastaufnahme von C. roenbergensis (oder C. burkhardae)Cafeteria burkhardae Schoenle & Arndt, 2020, inkl. Cafeteria sp. AleS-2019b[7]
– Referenzstamm vom Tiefsee-Sediment, östl. Vema Fracture Zone, Atlantik; Spezies ist kosmopolitisch[6][5][9]
- Cafeteria chilensis Filz, Nitsche & Arndt, 2020, inkl. Cafeteria sp. AleS-2019c[7]
– von einer Wasserprobe aus einem Felsbecken in Iquique, Chile[6]
- Cafeteria graefeae Schoenle & Arndt, 2020, inkl. Cafeteria sp. AleS-2019d[7]
– Tiefsee-Sediment aus dem Angolabecken, südöstl. Atlantik[6]
- Cafeteria ligulifera Larsen & Patterson, 1990[6][10]
- Cafeteria loberiensis Filz, Nitsche & Arndt, 2020, inkl. Cafeteria sp. AleS-2019e[7]
– von einer Wasserprobe aus einem Felsbecken am Loberia Point auf der Halbinsel Mejillones, Chile[6]
- Cafeteria maldiviensis Schoenle, Rosse & Arndt, 2020, inkl. Cafeteria sp. AleS-2019f[7]
– im Sediment um Nalaguraidhoo, Malediven[6]
- Cafeteria minuta (Ruinen, 1938) Larsen & D.J.Patterson 1990,[6][4][11] veraltet Pseudobodo minuta[12][6]

Cafeteria mylnikovii Cavalier-Smith & Chao, 2005, veraltet Pseudobodo tremulans Griessmann, 1913
– eine Kultur aus Villefranche, westliches Mittelmeer
- Cafeteria paulosalfera Rybarski, Schoenle & Arndt, 2022, inkl. Cafeteria sp. ASchoenle-2022b[7]
– gefunden in der Atacama-Wüste[6][5]
- Cafeteria roenbergensis Fenchel & D.J.Patterson 1988[7][4][11][16] (Typus)
– isoliert aus dem Oberflächenwasser des Limfjords, Jütland, Dänemark[6]
- Cafeteria sippewissettensis (Teal et al. 1998) Cavalier-Smith 2013, veraltet Acronema sippewissettensis Teal et al. 1998
– von der Sippewissett Salt Marsh, Cape Cod, Massachusetts, USA.[17][18]

Daneben sind folgende, bisher unbeschriebene Kulturen bekannt (Stand 2. Juni 2023):
- Cafeteria cf. marsupialis (Stamm HFCC35)[6][7]
- Cafeteria sp. CAFSW0510
– Shiwha Bay, Südkorea[7][19]
- Cafeteria sp. EPM1 alias Cafeteria sp. AF174366[6]
– Tiefsee-Hydrothermalquelle, östlicher Pazifik
- Cafeteria sp. EWM2 alias Cafeteria sp. AF174365[6]
– Tiefsee-Hydrothermalquelle, östlicher Pazifik
- Cafeteria sp. GOT180
– Gotlandbecken, südöstl. von Gotland, Ostsee[20]
- Cafeteria sp. MBIC11039
- Cafeteria sp. RCC970
– marine Kultur aus den südöstlichen Pazifik[7]
- Cafeteria sp. RCC1068
- Cafeteria sp. RCC1071
– marine Kultur aus den südöstlichen Pazifik[7]
- Cafeteria sp. RCC1074

Verschiebungen:
- Cafeteria minima Cavalier-Smith & Chao, 2004[6][16][7] → Anoeca atlantica Cavalier-Smith & Chao, 2006[21][6]
- Cafeteria marsupialis (J.Larsen & D.J.Patterson 1990) Yubuki et al., 2015,[6][4][11][10] → Cantina marsupialis[6]

## Viren
Arten von Cafeteria wie C. roenbergensis (oder vielmehr C. burkhardae) können vom Cafeteria-roenbergensis-Virus (wissenschaftlich Rheavirus sinusmexicani) infiziert werden. Stämme  von C. burkhardae mit ins Genom integrierten „endogenen“ Virophagen (englisch endogenous mavirus-like elements, EMALEs) können diese jedoch als Abwehrmechanismus benutzen.

## Etymologie
Der Gattungsname Cafeteria wurde von den Erstbeschreibern und Protistologen Fenchel und Patterson gewählt, als sie auf der Namenssuche in einem Kaffeehaus saßen und feststellten, dass die Einzeller der Form einer Kaffeetasse ähnelten.